# My Girl (canção)
"My Girl" é uma canção gravada pelo grupo estadunidense The Temptations, lançada em 21 de dezembro de 1964, através da Gordy Records, uma subsidiária da gravadora Motown. Sua composição e produção ficou a cargo dos membros do grupo The Miracles: Smokey Robinson e Ronald White. 
Após o seu lançamento, "My Girl" atingiu o topo da Billboard Hot 100, tornando-o seu primeiro single número um nos Estados Unidos e sua canção assinatura. Além disso, a faixa realizou entradas em tabelas musicais do Canadá e Reino Unido. "My Girl" foi incluída na lista de faixas do álbum The Temptations Sing Smokey de 1965. Mais tarde, fez parte da trilha sonora do filme de mesmo nome lançado em novembro de 1991, dessa forma, o The Temptations relançou a canção, que posicionou-se em diversas tabelas musicais, sobretudo europeias. Em 1998, o grupo utilizou uma amostra de "My Girl" na faixa "Stay", presente em seu álbum Phoenix Rising. 
Em reconhecimento ao lançamento de "My Girl",  a canção foi selecionada em 2004, como uma das 500 Maiores Canções de Todos os Tempos pela revista Rolling Stone e em 2017 foi selecionada para ser preservada no 
Registro Nacional de Gravações dos Estados Unidos como sendo "cultural, histórica ou artisticamente significativa".

## Antecedentes e produção
Enquanto estava em turnê como parte da Motortown Revue, uma turnê coletiva de artistas da Motown, o cantor e produtor musical Smokey Robinson ficou a cargo da apresentação do The Temptations. Para sua parte, o grupo incluiu um medley padrão de soul, um dos quais, a canção "Under the Boardwalk", originalmente do grupo The Drifters, foi apresentada como um solo do membro David Ruffin, que anteriormente, havia se juntado ao The Temptations no lugar de Elbridge Bryant. Impressionado, Robinson decidiu produzir um single com Ruffin cantando. Robinson viu Ruffin como um "gigante adormecido" no grupo com uma voz única que era "suave" mas "áspera". Robinson pensou que se ele pudesse escrever a canção perfeita para a voz de Ruffin, então ele poderia ter um grande êxito. A composição deveria ser algo que Ruffin pudesse "cantar" mas algo que também fosse "melódico e doce".
Depois de alguma persuasão dos colegas de grupo de Ruffin, Robinson fez com que o The Temptations gravasse "My Girl" em vez de seu próprio grupo, o The Miracles, que originalmente gravaria a canção. Dessa forma, ele recrutou Ruffin para cantar os vocais principais, tornando a primeira faixa a apresenta-lo nesta função, pois os membros Eddie Kendricks e Paul Williams realizavam a maioria dos vocais do grupo. 
Para a produção de "My Girl", Robinson permitiu que o grupo criasse seus próprios vocais de apoio "porque eles eram ótimos" nesta função. Consequentemente, o The Temptations veio com reforços como "hey hey hey" e uma série de "my girls" que ecoam sob o vocal de Ruffin. As notas de baixo que iniciam a canção tornaram-se reconhecidas em todo o mundo como pertencentes a faixa, além disso, o riff de guitarra característico ouvido durante a introdução e sob os versos, foi tocado por Robert White do grupo The Funk Brothers.

## Regravações
Ao longo dos anos, "My Girl" recebeu diversas regravações. Em 1967, o grupo estadunidense The Mamas & The Papas regravou a canção para seu terceiro álbum de estúdio, The Mamas & The Papas Deliver. Em 1972, o companheiro de gravadora do The Temptations, Michael Jackson, gravou a faixa a fim de integrar seu segundo álbum de estúdio solo intitulado Ben.
Em 2000, o grupo irlandês Westlife, inseriu sua regravação da canção na lista de faixas de seu segundo álbum de estúdio Coast to Coast, em territórios selecionados.

## Desempenho nas tabelas musicais
| Tabela musical (1964–1965)                  | Melhor posição |
| ------------------------------------------- | -------------- |
| Canadá (RPM Top Singles)                    | 8              |
| Reino Unido (UK Singles Chart)              | 43             |
| Estados Unidos (Billboard Hot 100)          | 1              |
| Estados Unidos (Hot Rhythm & Blues Singles) | 1              |
| Estados Unidos (Cash Box Top 100)           | 2              |

| Tabela musical (1989)          | Melhor posição |
| ------------------------------ | -------------- |
| Países Baixos (Single Top 100) | 27             |

| Tabela musical (1991–1992)                    | Melhor posição |
| --------------------------------------------- | -------------- |
| Canadá (RPM Adult Contemporary)               | 30             |
| Europa (Eurochart Hot 100)                    | 11             |
| Alemanha (Offizielle Deutsche Charts)         | 66             |
| Irlanda (IRMA)                                | 2              |
| Portugal (AFP)                                | 5              |
| Reino Unido (UK Singles Chart)                | 2              |
| Estados Unidos (Billboard Adult Contemporary) | 27             |

| Tabela musical (1965)              | Posição |
| ---------------------------------- | ------- |
| Estados Unidos (Billboard Hot 100) | 10      |
| Estados Unidos (Cash Box Top 100)  | 16      |

| Tabela musical (1992)              | Posição |
| ---------------------------------- | ------- |
| Reino Unido (OCC UK Singles Chart) | 22      |

## Certificações
| Região                                              | Certificação | Vendas     |
| --------------------------------------------------- | ------------ | ---------- |
| Dinamarca (IFPI)                                    | Ouro         | 45,000     |
| Estados Unidos (RIAA)                               | Platina      | 1,000,000^ |
| Reino Unido (BPI)                                   | Platina      | 600,000    |
| ^números de vendas baseados somente na certificação |              |            |